# パンプロンヌ
パンプロンヌ （Pampelonne、オック語:Pampalona）は、フランス、オクシタニー地域圏、タルヌ県のコミューン。

## 地理
セガラ地方、中央高地の中にある。アヴェロン県と接している。ヴィオール川、リュー川、セレ川が流れる。

## 歴史
1290年、トゥールーズの奉行であるウスタシュ・ド・ボマルシェが建設したパンプロンヌは、13世紀のフランス王室のバスティッドである。その名前はナバラ王国の首都パンプローナにちなんでいる。この時代からの特別な四角い広場や村の中心の塔がバスティッド内に残るが、住宅のアーケードは失われ、広場の周りの溝は1900年代初頭に埋め立てられてしまった。

## 人口統計
| 1962年 | 1968年 | 1975年 | 1982年 | 1990年 | 1999年 | 2006年 | 2014年 |
| ------ | ------ | ------ | ------ | ------ | ------ | ------ | ------ |
| 910    | 873    | 833    | 671    | 715    | 669    | 702    | 828    |

参照元:1962年から1999年までは複数コミューンに住所登録をする者の重複分を除いたもの。それ以降は当該コミューンの人口統計によるもの。1999年までEHESS/Cassini、2006年以降INSEE。